# Успение Богородично (Мариес)
Вижте пояснителната страница за други значения на Успение Богородично.
„Успение Богородично“ (на гръцки: Παναγούδα, Κοίμησης της Θεοτόκου) е православен манастир в западната част на остров Тасос, Гърция, част от Филипийската, Неаполска и Тасоска епархия на Вселенската патриаршия, под управлението на Църквата на Гърция.

## Местоположение
Манастирът е разположен на малък хълм, на 4 km югозападно от село Мариес, на половината път към Скала Марион. На 800 m на север са конаците на метоха на манастира Ставроникита, основан в 1810 година. Наблизо е и метохът на Ксиропотам, основан в 1807 г. На 4,5 km североизточно е малката църква „Свети Пантелеймон“, построена в метоха на Каракал. Земята, на която е построен „Успение Богородично“ е на Ставроникита, купена в 1590 година.
Манастирът има конаци, библиотека и малка красива църквичка „Свети Йоан Кръстител“.

## История
Няма сведения за съществуване на манастира преди 1813 година. Според местните легенди старото му място е било по-надолу от сегашното. Католиконът е построен или обновен в 1813 година като обикновена църква. Ктиторският надпис е в източната част на южната стена и гласи: „1813 / Μαίου 5/ ΥΠΕΡΑΓΙΑ ΘΕΟΤΟΚΕ / ΦΥΛΑΤΕ ΚΑΙ ΣΚΕΠΕ / ΤΟΥΣ ΔΟΥΛΟΥΣ ΣΟΥ“ („Пресвета Богородице пази и закриляй своите раби“). В западния ъгъл на същата страна между кръстове има същата дата. На западната страна, вдясно от входа има друг надпис „ΜΑΣΤΟΥΡΟΥ / ΑΙΡΑΚΛ(Η)ΚΟΥΡΤΟΥ“.
Строежът на храма, посветен на „Успение Богородично“, започва през 1810 година, когато общината иска от управителя на острова разрешение за ремонт на старата църква на селото в местността Ахлади, която е с разрушена врата и таван. Около сегашната църква е било старото село Мариес, унищожено от пиратски набези, което е имало църква „Успение Богородично“. Вероятно при тях е пострадала и църквата. Разрешено било църквата да бъде поправена, а на практика построена наново, за 12 дни.
В 1974 година църквата със 7 декара земя е превърната в манастир. Манастирът е основан официално с решение на министерството на образованието от 20 февруари 1976 година. В 1977 година започва да се строи северното крило на конака, завършено в 1981 година. Строителните работи продължават до 1993 година. Пръв игумен е архимандрит Пантелеймон Калафатис.

## Архитектура
Църквата е трикорабна двуипостасна базилика, с трем на юг. Наосът е вкопан, с голям наклон в две посоки. Първоначално е изграедн наосът с размери 16,40 m дължина, 8,52 m ширина, 3,00 височина и 0,70 m дебелина на стената. Площта му е 139,73 m2. Входовете са два – от запад и от север, с еднокрили врати и извити арки. Над вратите в плитки ниши са изобразени Богородица с Христос.
Тремът на юг е датиран с надпис вляво от западния вход „1880 ΜΑΡ(ΤΙΟΥ)“. Иззидан е от камък с три дървени стълба на юг и желязна врата на изток. Покривът е дървен с кръгли плочи. Тремът има отделен покрив на три води. Църквата е измазана, като на запад и в левия ъгъл на южната стена има керамична украса с кръстове.

## Вътрешност
Трите кораба във вътрешността са с размери 1,65 m, 3,60 m, 1,63 m и са разделени от шест двойки колони. Няма таван. Осветлението става от два малки прозореца на юг и трети в светилището.
Иконостасът е резбован, като повечето царски икони изобразяват житието на Света Богородица. На северната стена има икона на Св. св. Константин и Елена, на иконостаса вляво от северната порта е „Зачатие на Света Ана“, датирана 1831 г., а вдясно „Рождество Христово“, „Успение на Света Богородица“, „Рождество на Света Богородица“ с датата 1830 г., „Света Богородица“, след царските двери са „Исус Христос“, „Свети Йоан Кръстител“, „Света Троица“, „Благовещение“ с датата 1830 г., южната врата и „Въведение Богородично“. Над царските икони е издълбана флорална декорация, а над нея е дейсисният ред, който, поради голямата височина е наклоненн напред за по-добра видимост. Над дейсисните икони има серия от малки изображения и дракони от двете страни на кръста. Иконата на Света Богородица е смятана за чудотворна. Църквата е изписана от анонимен зограф.
Светилището е с ширина от 1,72 m. Протезисът е полукръгъл и извит. На юг от централната апсида е диакониконът и още една ниша. Така храмът е двуипостасен, посветен и на Благовещение Богородично.